# Peter Stebbings
Peter Stebbings (né le 28 février 1971 à Vancouver, en Colombie Britannique, au Canada) est un acteur, réalisateur et scénariste canadien. Il est marié à l'actrice canadienne Charlotte Sullivan.

## Filmographie

### Acteur

#### Cinéma
- 2001 : Picture Claire de Bruce McDonald : Culver
- 2003 : La Chute des héros de Robert Markowitz : Major Michael Taix
- 2008 : The Werewolf Next Door
- 2008 : Jack and Jill vs. the World de Vanessa Parise : George
- 2011 : Les Immortels de Tarsem Singh : Hélios
- 2020 : Percy de Clark Johnson

#### Télévision
- 1990 : 21 Jump Street - Saison 5 : Épisode 5 : Coach Brandon (série télévisée)
- 1993 : X-Files : Aux frontières du réel - Épisode Masculin-féminin (série télévisée)
- 1998 : Au-delà du réel : L'aventure continue - Saison 4 : Épisode 16 : Seth Toddman (série télévisée)
- 2000 : Au-delà du réel : L'aventure continue - Saison 6 : Épisode 16 : Luke (série télévisée)
- 2000 : Sydney Fox, l'aventurière - Saison 2 : Épisode 15 : Tsarlov (série télévisée)
- 2001 : Brigade spéciale - Saison 5 : Épisode 10 : Blaire McDonald (série télévisée)
- 2001 : Blue Murder - Saison 2 : Épisode 2 : Kirk Mondragon (série télévisée)
- 2002 : Jeremiah - Saison 1 : Marcus Alexander (série télévisée)
- 2002 : Stargate SG-1 - Saison 6 : Épisodes 9, 10 : Malek (série télévisée)
- 2003 : Jeremiah - Saison 2 : Markus Alexander (série télévisée)
- 2003 : Mutant X - Saison 3 : Épisode 7 : Kristoff (série télévisée)
- 2009 : Flashpoint - Saison 1 : Épisode 9 : Gerald
- Depuis 2010 : Les Enquêtes de Murdoch : James Pendrick (série télévisée)
- 2011 : Surexposée (Exposed) de Philippe Gagnon (TV) : Andrew James Gray
- 2011 - 2014 : The Listener  : Alvin Klein

### Scénariste
- 2008 : Jack and Jill vs. the World de Vanessa Parise

### Réalisateur
- 2010 : Defendor
- 2013 : Empire of Dirt (en)